# كينيث بيريز
كينيث بيريز (بالدنماركية: Kenneth Perez)‏ (29 أغسطس 1974 كوبنهاغن الدنمارك - ) هو لاعب كرة قدم إسباني.

## وصلات خارجية
- كينيث بيريز على موقع IMDb (الإنجليزية)

كينيث بيريز على موقع قاعدة بيانات كرة القدم.إي يو (الإنجليزية)
- كينيث بيريز على موقع ناشيونال فوتبول تيمز (الإنجليزية)
- كينيث بيريز على موقع عالم كرة القدم.نت (الإنجليزية)